# Ousmane Viera
Ousmane Viera (n. 21 decembrie 1986, Daloa, Sassandra-Marahoué⁠(d), Coasta de Fildeș) este un fotbalist ivorian liber de contract, care joacă pe post de fundaș central. Pe plan internațional, are prezențe la națională pentru Coasta de Fildeș U23⁠(d) și Coasta de Fildeș. De asemenea, este și component al echipei naționale de fotbal a Coastei de Fildeș.

## Carieră
A ajuns în România adus de echipa CFR Cluj. A debutat pentru echipa ardeleană în Liga I pe 1 martie 2009 într-un meci câștigat împotriva echipei CS Otopeni. Nu s-a impus la CFR și a fost împrumutat la Internațional Curtea de Argeș. În 2010 a fost transferat definitiv la gruparea argeșeană, dar după desființarea acesteia a ajuns la Pandurii Târgu Jiu.
A jucat pentru Coasta de Fildeș U-23 la Jocurile Olimpice de vară din 2008 de la Beijing.

## Titluri
| Sezon | Club     | Titlu         |
| ----- | -------- | ------------- |
| 2009  | CFR Cluj | Cupa României |